# L'ego
L'ego è il terzo album da solista di Pierpaolo Lauriola, pubblicato nel 2015.

## Il disco
Il 28 gennaio 2015 viene presentato per la prima volta il video di Yalla che anticipa l'uscita dell'album L'ego programmata per il 3 marzo 2015. Il disco è stato presentato dal vivo allo Spazio Teatro 89 il 5 marzo e l'intero incasso della serata è stato devoluto all'associazione UnaltroMondo Onlus per il progetto UnAltroAsilo e la relativa costruzione di un asilo a Dakar in Senegal.
Il 23 aprile 2015 su Rockerilla viene pubblicato in anteprima il video di The Dreamers.
L'uscita di L'ego viene accompagnata da un lungo tour delle radio conclusosi a giugno con un live su Radio Popolare nella trasmissione Pop-Up.
L'8 febbraio 2016 è stato diffuso in anteprima sul sito di Sentireascoltare il videoclip della canzone L'avventura in una versione live suonata con chitarra acustica, una loop station e voce registrata al Massive Arts Studios e ripresa dal regista Sauro Sorana.

## Tracce
Testi e musiche di Pierpaolo Lauriola.
1. Yalla – 6:04
2. A Varsavia – 3:27
3. The dreamers – 3:33
4. Cantavamo canzoni – 4:02
5. L'avventura – 7:02
6. I cantori – 4:56
7. Il mare – 2:46
8. Dentro a un bicchiere – 7:18

## Video
- Pierpaolo Lauriola, Yalla, su YouTube, regista Stefano Bertelli, La Masseria Della Musica, 29 gennaio 2015.

- Pierpaolo Lauriola, The Dreamers, su YouTube, regista Stefano Bertelli, La Masseria Della Musica, 23 aprile 2015.

- Pierpaolo Lauriola, L'avventura, su YouTube, regista Sauro Sorana, La Masseria Della Musica, 8 febbraio 2016.